# Darsena

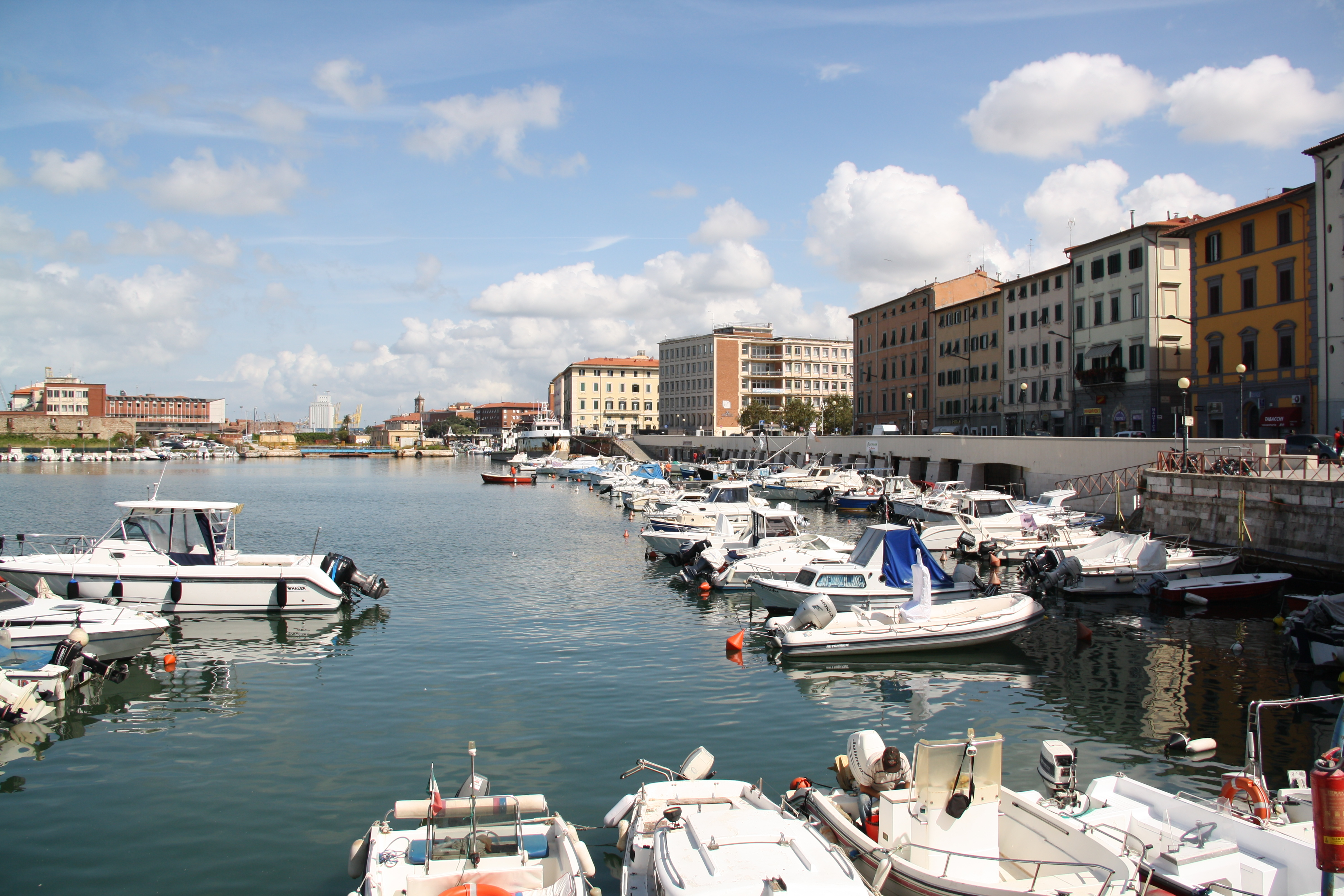
Darsena del porto di Livorno

Una darsena è in generale un bacino acqueo artificiale utilizzato per l'ormeggio e il rimessaggio di imbarcazioni.
Con lo stesso termine si indicano la parte più interna di un porto cinta da dighe e protezioni, dove si riparano le navi, e gli specchi d'acqua interni degli arsenali militari marittimi.

## Etimologia

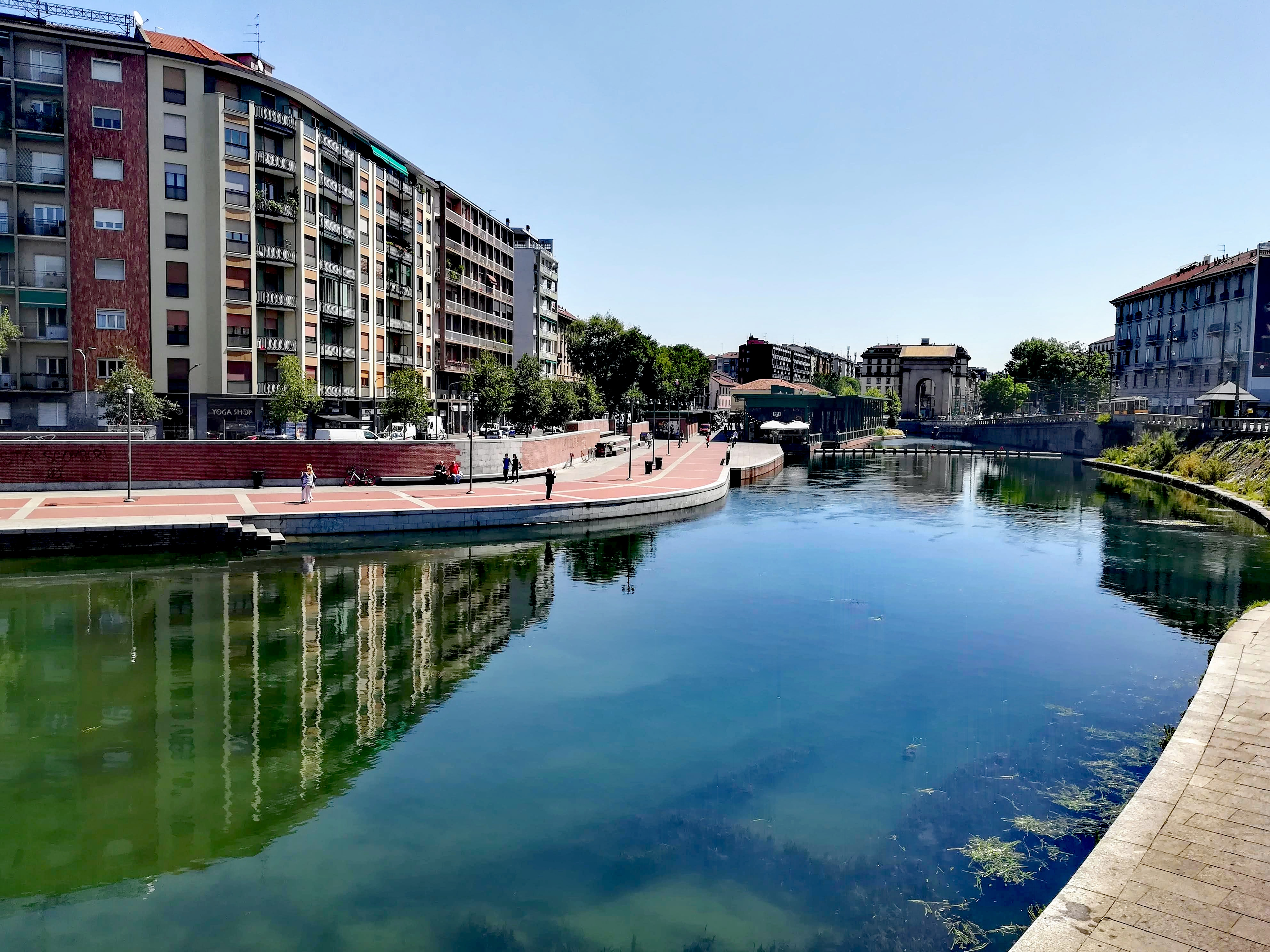
La Darsena di Milano, tipico esempio di darsena fluviale

Il termine deriva dall'arabo dār-ṣinā, divenuto darsena tramite modifiche dialettali italiane, secondo alcune fonti genovese, secondo altre siciliana. È attestato, nella forma darsana, in un testo pisano in latino datato 1192 ma probabilmente la parola è emersa molto prima, in quanto all'incirca nello stesso periodo fu fondato l'Arsenale di Venezia (1150-1200), e il termine arsenale deriva anch'esso da dār-ṣinā e quindi da darsena.